# Edna Kiplagat
Edna Ngeringwony Kiplagat (Burnt Forest, 15 september 1979) is een Keniaanse atlete, die is gespecialiseerd in de marathon. Kiplagat is tweevoudig wereldkampioene op de marathon. Ook vertegenwoordigde ze op die afstand haar vaderland bij de Olympische Spelen van 2012 in Londen.

## Biografie
Kiplagat won in 2010 de marathon van New York en de marathon van Los Angeles. In 2011 eindigde ze als derde in de marathon van Londen. Doordat de tweede aankomende Lilia Sjoboechova werd geschorst wegens het gebruik van verboden middelen, werd dit later zelfs opgewaardeerd tot een tweede plaats. Haar beste prestatie boekte ze later dat jaar door op de wereldkampioenschappen in Daegu in 2:28.43 de wereldtitel op de marathon te veroveren. Het succes voor Kenia werd in Zuid-Korea gecompleteerd door Priscah Jeptoo (2:29.00) en Sharon Cherop (2:29.14), die respectievelijk het zilver en het brons voor zich opeisten.
Twee jaar later wist Kiplagat haar titel te prolongeren door bij de WK van Moskou 2:25.44 te lopen. Hiermee eindigde ze voor Valeria Straneo en Kayoko Fukushi. In 2014 won ze de marathon van Londen in 2:20.21.
Kiplagat liep tweemaal in Nederland. Beide keren was dat in 's-Heerenberg; tijdens de Montferland Run (15 km) werd ze zowel in 2011 als in 2016 tweede.

## Titels
- Wereldkampioene marathon - 2011, 2013

## Persoonlijke records
Baan
| Onderdeel | Prestatie | Datum            | Plaats  |
| --------- | --------- | ---------------- | ------- |
| 3000 m    | 8.53,06   | 22 augustus 1996 | Sydney  |
| 5000 m    | 15.57,30  | 1 juli 2006      | Nairobi |
| 10.000 m  | 33.27,00  | 16 juni 2007     | Nairobi |

Weg
| Onderdeel      | Prestatie | Datum           | Plaats         |
| -------------- | --------- | --------------- | -------------- |
| 10 km          | 31.34     | 7 augustus 2010 | Cape Elizabeth |
| 15 km          | 47.57     | 11 juli 2010    | Utica          |
| 20 km          | 1:05.29   | 24 maart 2013   | Lissabon       |
| halve marathon | 1:07.57   | 5 oktober 2014  | Glasgow        |
| 30 km          | 1:39.11   | 13 april 2014   | Londen         |
| marathon       | 2:19.50   | 22 april 2012   | Londen         |

## Palmares

### 3000 m
- 1996:  WK junioren in Sydney - 8.53,06
- 1998:  WK junioren in Annecy - 9.05,46
- 1999:  Lucozade Sport International Meet  - 9.22,29

### 5000 m
- 1998:  KAA Meeting in Kapsahet - 16.38,2
- 1998:  Keniaanse kamp. in Nairobi - 16.16,06

### 10.000 m
- 2007:  Keniaanse kamp. - 33.27,0

### 5 km
- 2001:  I O Silver Capitol in Harrisburg - 16.12
- 2002:  Chris Thater Memorial in Binghamton - 16.13
- 2003:  Chris Thater Memorial in Binghamton - 16.09
- 2003:  Orange County Race for the Cure in Newport Beach - 16.51
- 2006: 5e Carlsbad - 15.37
- 2009:  Debbie Green Memorial in Wheeling - 16.20
- 2010:  Freihofer's Run for Women in Albany - 15.19,3

### 10 km
- 2001:  Sporting Life in Toronto - 32.13,2
- 2001: 5e MDS Nordion in Ottawa - 33.16,0
- 2001:  Peachbud in Grimsby - 35.46
- 2002:  Greater Clarksburg - 35.03
- 2002:  US Classic in Atlanta - 36.21
- 2003:  Azalea Trail in Mobile - 32.12
- 2003:  Ukrop's Monument Avenue in Richmond - 32.28
- 2003:  Cooper River Bridge Run in Charleston - 33.41
- 2003:  Crescent City Classic in New Orleans - 32.46,9
- 2006: 4e Crescent City Classic in New Orleans - 32.02
- 2006:  TD Banknorth Beach to Beacon in Cape Elizabeth - 32.22,7
- 2007:  Bolder Boulder - 33.42
- 2007:  Bellin Run in Green Bay - 32.28
- 2010:  Peachtree Road Race in Atlanta - 31.18
- 2010:  TD Banknorth Beach to Beacon in Cape Elizabeth - 31.33,1
- 2011: 4e NYRR New York Mini - 32.24
- 2012:  NYRR New York Mini - 32.08
- 2015:  Great Manchester Run - 31.57
- 2015:  Oakley New York Mini - 32.39
- 2015:  BAA in Boston - 32.15
- 2016:  UAE Healthy Kidney in New York - 31.58
- 2016:  Great Manchester Run - 31.25
- 2016:  BAA in Boston - 31.06

### 12 km
- 2007:  Bay to Breakers in San Francisco - 38.55

### 15 km
- 2010:  Utica Boilermaker - 47.57
- 2011:  Montferland Run - 49.41,7
- 2016: 5e Utica Boilermaker - 50.24
- 2016:  Montferland Run - 48.54

### halve marathon
- 2006:  halve marathon van Virginia Beach - 1:11.08
- 2006:  halve marathon van Philadelphia - 1:10.12
- 2006:  halve marathon van San Jose - 1:09.32
- 2007:  halve marathon van Virginia Beach - 1:11.14
- 2007:  halve marathon van Philadelphia - 1:10.11
- 2007:  halve marathon van Boston - 1:13.35,7
- 2009: 5e halve marathon van Saltillo - 1:14.20
- 2009: 5e halve marathon van Columbus - 1:11.33
- 2011:  halve marathon van New York - 1:08.59,6
- 2012:  Great North Run - 1:07.41
- 2013:  halve marathon van Lissabon - 1:08.48
- 2013:  halve marathon van San Diego - 1:08.56
- 2014:  halve marathon van Gifu - 1:11.18
- 2014:  halve marathon van Olomouc - 1:08.53
- 2014: 5e Great North Run - 1:10.37
- 2014:  Great Scottish Run - 1:07.57
- 2015:  Great Scottish Run - 1:08.21
- 2017: 4e halve marathon van New York - 1:09.37
- 2019: 11e halve marathon van New York - 1:13.18

### marathon
- 2005: 10e marathon van Las Vegas - 2:50.20
- 2010:  marathon van Los Angeles – 2:25.38
- 2010:  New York City Marathon – 2:28.20
- 2011:  marathon van Londen – 2:20.46
- 2011:  WK - 2:28.43
- 2012:  marathon van Londen - 2:19.50
- 2012: 19e OS - 2:27.52
- 2013:  marathon van Londen - 2:21.32
- 2013:  WK - 2:25.44
- 2013: 9e New York City Marathon - 2:30.04
- 2014:  marathon van Londen - 2:20.21
- 2014: 13e New York City Marathon - 2:36.24
- 2015: 11e marathon van Londen - 2:27.16
- 2015: 5e WK - 2:28.18
- 2016:  marathon van Tokio - 2:22.36
- 2016:  Chicago Marathon - 2:23.28
- 2017:  Boston Marathon - 2:21.52
- 2017:  WK - 2:27.18
- 2018: 4e marathon van Berlijn - 2:21.18
- 2024:  Boston Marathon - 2:23.21

### veldlopen
- 1996: 5e WK korte afstand – 13.50
- 1997: 4e WK korte afstand – 15.10
- 2006: 13e WK lange afstand – 26.32

1983 Grete Waitz ·
1987 Rosa Mota ·
1991 Wanda Panfil ·
1993 Junko Asari ·
1995 Manuela Machado ·
1997 Hiromi Suzuki ·
1999 Jong Song-ok ·
2001 Lidia Şimon ·
2003 Catherine Ndereba ·
2005 Paula Radcliffe ·
2007 Catherine Ndereba ·
2009 Bai Xue ·
2011 Edna Kiplagat ·
2013 Edna Kiplagat ·
2015 Mare Dibaba ·
2017 Rose Chelimo ·
2019 Ruth Chepngetich ·
2022 Gotytom Gebreslase ·
2023 Amane Beriso Shankule